# Bảo tàng Vùng Kłodzko ở Kłodzko
Bảo tàng Vùng Kłodzko ở Kłodzko (tiếng Ba Lan: Muzeum Ziemi Kłodzkiej w Kłodzku) là một bảo tàng tọa lạc tại số 4 Phố Łukasiewicza, Kłodzko, Ba Lan. Phương châm hoạt động của Bảo tàng là thu thập các bộ sưu tập và giới thiệu địa chất, địa lý, lịch sử, văn hóa vật chất và nghệ thuật của khu vực Kłodzko.

## Lịch sử
Bảo tàng Vùng Kłodzko ở Kłodzko được thành lập vào ngày 11 tháng 3 năm 1963 theo nghị quyết của Đoàn Chủ tịch Hội đồng Quốc gia Huyện ở Kłodzko. Ban đầu, trụ sở của Bảo tàng là tòa nhà được gọi là Dinh Chỉ huy ở Quảng trường chợ Kłodzko (Quảng trường Bolesław Chrobry), vì địa điểm này trước đây từng là văn phòng chỉ huy Pháo đài Kłodzko. Vì lo sợ rủi ro gây ra bởi sự sụp đổ tầng hầm của Khu Phố Cổ Kłodzko, Bảo tàng phải tìm kiếm một trụ sở mới. Trong giai đoạn 1969-1985, các bộ sưu tập của Bảo tàng được gửi vào trang viên lịch sử ở Jaszkowa Górna.
Năm 1971, tòa nhà lịch sử nơi từng là một trường nội trú của Dòng Tên ở Phố Łukasiewicza trở thành được chỉ định làm trụ sở tiếp theo của Bảo tàng. Công việc cải tạo tòa nhà để thích hợp làm nơi trưng bày các bộ sưu tập của Bảo tàng được thực hiện trong các năm 1976–1986. Tất cả các yếu tố lịch sử và cách bài trí, trang trí ban đầu của tòa nhà này được bảo tồn.